# Kiss István Zoltán (matematikus)
Kiss István Zoltán  (?–)  erdélyi származású magyar matematikus.

## Életpályája
A kolozsvári Babeș–Bolyai Tudományegyetemen végzett matematika szakot. Angliában doktorált, jelenleg Sussexben dolgozik.

## Munkássága
Főbb kutatási területei: járványok matematikai modellezése, játékelmélet, kémiai és biológiai folyamatok matematikai vizsgálata. Kiss Istvan Z. néven publikál.

### Cikkei (válogatás)
- Hatzopoulos, Vasilis; Taylor, Michael; Simon, Péter L.; Kiss, Istvan Z.: Multiple sources and routes of information transmission: implications for epidemic dynamics. Math. Biosci. 231 (2011), no. 2, 197–209.
- Simon, Péter L.; Taylor, Michael; Kiss, Istvan Z.: Exact epidemic models on graphs using graph-automorphism driven lumping. J. Math. Biol. 62 (2011), no. 4, 479–508.
- Green, Darren M.; Kiss, Istvan Z.: Large-scale properties of clustered networks: implications for disease dynamics. J. Biol. Dyn. 4 (2010), no. 5, 431–445.
- Kiss, Istvan Z.; Cassell, Jackie; Recker, Mario; Simon, Péter L.: The impact of information transmission on epidemic outbreaks. Math. Biosci. 225 (2010), no. 1, 1–10.
- Kiss, Istvan Z.; Simon, Péter L.; Kao, Rowland R.: A contact-network-based formulation of a preferential mixing model. Bull. Math. Biol. 71 (2009), no. 4, 888–905.
- Kiss, Istvan Z.; Green, Darren M.; Kao, Rowland R.: The effect of contact heterogeneity and multiple routes of transmission on final epidemic size. Math. Biosci. 203 (2006), no. 1, 124–136.
- Green, Darren M.; Kiss, Istvan Z.; Kao, Rowland R.: Parameterization of individual-based models: comparisons with deterministic mean-field models. J. Theoret. Biol. 239 (2006), no. 3, 289–297.
- Merkin, J. H.; Kiss, I. Z.: Dispersion curves in the diffusional instability of autocatalytic reaction fronts. Phys. Rev. E (3) 72 (2005), no. 2, 026219, 6 pp.
- Zadražil, A.; Kiss, I. Z.; D'Hernoncourt, J.; Ševcíková, H.; Merkin, J. H.; De Wit, A.: Effects of constant electric fields on the buoyant stability of reaction fronts. Phys. Rev. E (3) 71 (2005), no. 2, 026224, 11 pp.
- Kiss, I. Z.; Merkin, J. H.; Neufeld, Z.: Homogenization induced by chaotic mixing and diffusion in an oscillatory chemical reaction. Phys. Rev. E (3) 70 (2004), no. 2, 026216, 11 pp.
- Kiss, I.; Merkin, J. H.; Scott, S. K.; Simon, P. L.: Electric field effects on travelling waves in the oregonator model for the Belousov-Zhabotinsky reaction. Quart. J. Mech. Appl. Math. 57 (2004), no. 4, 467–494.
- Kiss, I. Z.; Merkin, J. H.; Neufeld, Z.: Combustion initiation and extinction in a 2D chaotic flow. Phys. D 183 (2003), no. 3-4, 175–189.
- Kiss, I. Z.; Merkin, J. H.; Scott, S. K.; Simon, P. L.; Kalliadasis, S.; Neufeld, Z.: The structure of flame filaments in chaotic flows. Phys. D 176 (2003), no. 1-2, 67–81.